# John Ngeno (Leichtathlet, 1953)
John Ngeno (John Kipkemo (Arap) Ngeno; * 11. April 1953) ist ein ehemaliger kenianischer Langstreckenläufer.
Bei den British Commonwealth Games 1970 in Edinburgh wurde er Achter über 5000 m und Sechster über 10.000 m.
1974 wurde er US-Meister im Crosslauf. Für die Washington State University startend wurde er von 1974 bis 1976 dreimal in Folge NCAA-Meister über sechs Meilen bzw. 10.000 m und NCAA-Hallenmeister über drei Meilen; 1975 holte er außerdem den NCAA-Titel über drei Meilen im Freien.
1977 siegte er beim ISTAF Berlin über 10.000 m.

## Persönliche Bestzeiten
- 3000 m: 7:47,6 min, 21. August 1977, Nizza
- 5000 m: 13:20,6 min, 10. Juli 1976, Montreal
  - Halle: 13:34,6 min, 31. Januar 1976, Portland
- 10.000 m: 27:58,8 min, 26. August 1977, Berlin